# Никола Захариев
Никола Захариев Ангелов е български политически и държавен деец, екзекутиран на 1 февруари 1945 г. след издадена смъртна присъда от Народния съд.

## Биография
Роден е на 11 август 1898 г. в с. Лесичери, Търновско. Член е на Българския земеделски младежки съюз и негов председател (1921 – 1923 г.). Завършва Висша кооперативна школа в Прага (1924 – 1927 г.). След завръщането си в България се изявява като активен деец на БЗНС. Главен организатор на групата „Орач“. От декември 1921 г. е женен за най-възрастната дъщеря на Александър Димитров, Ирина. Имат две деца – Лиляна Дрангажова (1923 – 2015 г.) и Александър Захариев (1928 – 1985 г.).
Депутат в XXIII (1931 – 1934 г.) и в XXV ОНС (1940 – 1944 г.). Подпредседател е на XXIII и XXV ОНС (1940 – 1944 г.). Министър е на обществените сгради, пътищата и благоустройството (19 май 1934 г.), което същия ден се слива с Министерството на железниците, пощите и телеграфите в Министерство на съобщенията. Той го оглавява до 22 януари 1935 г. и от 22 януари 1935 г. до 21 април същата година. Министър е и на търговията, промишлеността и труда (11 юни 1942 – 14 септември 1943 г.).
Осъден от Народния съд на смърт с решение от 1 февруари 1945 година, заедно с регентите, правителството и част от членовете на Народното събрание. Присъдата се изпълнява на същия ден. Отменена е изцяло с Решение №172 на Върховния съд от 26 август 1996 година.